# Larinopsis turbinatus
Larinopsis turbinatus is een slakkensoort uit de familie van de Vanikoridae. De wetenschappelijke naam van de soort is voor het eerst geldig gepubliceerd in 1909 door Gatliff & Gabriel.